# Theloderma lateriticum
Espèce
Theloderma lateriticum est une espèce d'amphibiens de la famille des Rhacophoridae.

## Répartition
Cette espèce est endémique de la province de Lào Cai dans le nord-ouest du Viêt Nam.

## Publication originale
- Bain, Nguyen & Doan, 2009 : A new species of the genus Theloderma Tschudi, 1838 (Anura: Rhacophoridae) from Northwestern Vietnam. Zootaxa, no 2191, p. 58-68.